# Шенандоа (долина)
Долина Шенандоа (англ. Shenandoah Valley) — географічний і культурний регіон, розташований на території штатів Вірджинія і Західна Вірджинія, США.

## Фізико-географічна характеристика

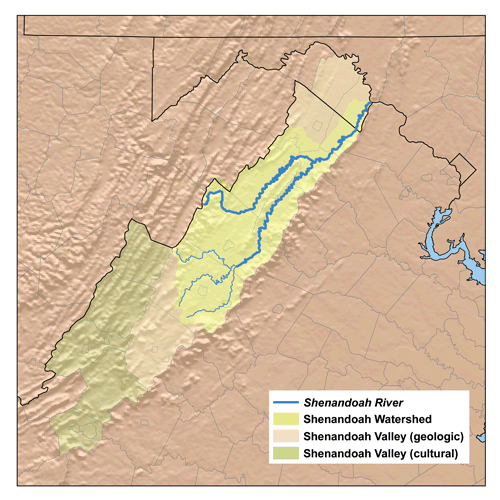
Карта-схема долини

Долина прорита річками Норт-Форк і Саут-Форк в смузі більш піддатливих порід, що відносяться до герцинських (палеозойських) складчастих структур. Річки з двох сторін огинають гору Массануттен і зливаються біля містечка Фронт-Роял. Потім єдина водна артерія перетинає кордон з Західною Вірджинією і через 80 км біля Харперс-Феррі впадає в Потомак. В межах масиви Аппалачських лісів (складаються переважно з дуба, Веймутової сосни, верби і платана), що представляють собою предмет охорони і спостережень. На заході Шенандоа обмежена Блакитним хребтом, на півночі — річкою Потомак, а на півдні — річкою Джеймс. Ширина долини — близько 40 км, а довжина — 240 км.
У 1926 році майже 80 тис. га долини оголошені національним парком. Крім лісів і лугів територія парку охоплює близько 60 вершин висотою понад 600 м.

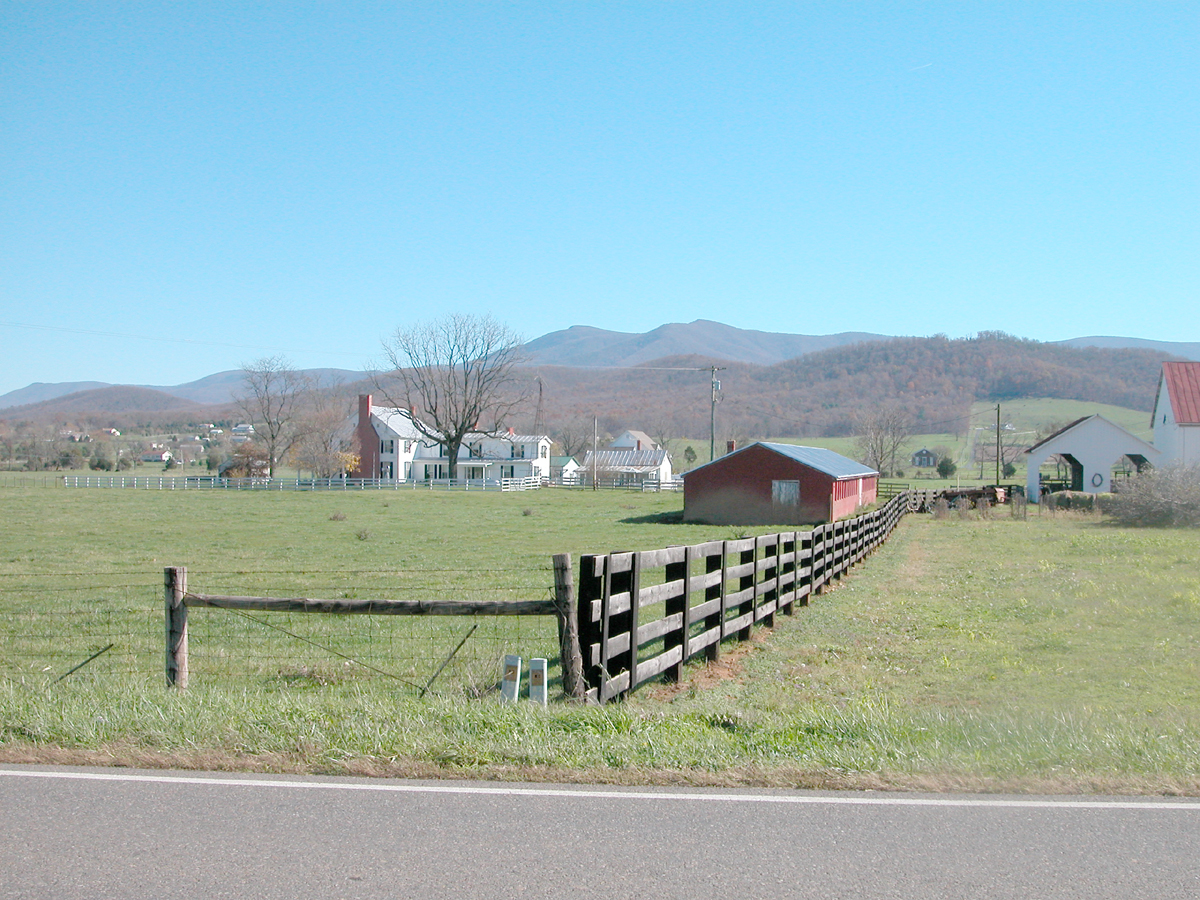
Одна з ферм на території долини

## Історія
Протягом тривалого часу Шенандоа була місцем проживання індіанських племен шоні та ірокезів . Білі поселенці довго не наважувалися перейти Блакитний хребет. Хребет перейдено вперше 1671 року експедицією Джона Ледерера, який увійшов в долину через ущелину Манассас-Гап. У тому ж році долину відвідала експедиція Беттс і Феллама, а в 1682 році — експедиція Колдволладера Джонса. У 1706 і 1712 долину вивчали і картографували Людвіг Мішель і Кристоф фон Граффенфрід.
У 1716 році експедиція губернатора Вірджинії Александера Споттсвуда (1676—1740) пройшла Блакитний хребет по ущелині Свіфт-Ран, і вийшла до річки Елктон. Споттсвуд підняв келих шампанського за успіх експедиції, яка знайшла таке мальовниче місце. Прокладений ними шлях уздовж долини став одним з основних маршрутів освоєння Дикого Заходу, а сьогодні по ньому проходить шосе федерального значення. Серед перших переселенців, які осіли в долині були шотландсько-ірландські пресвітеріанці і німецькі лютерани з Пенсільванії, а також англійці зі східної Вірджинії. Найпершим поселенцем в долині став Адам Міллер, уродженець Вюртемберга, який емігрував в Пенсільванію в 1724 році, а в 1727 переселився в долину разом з дружиною Барбарою.
У 1721 року Спотсвуд уклав з ірокезами Договір в Олбані, який обумовлював право власності на долину, але через різне розуміння договору почалися зіткнення між індіанцями і білими в 1743 році, які ледь не переросли у велику війну, але губернатор Гуч відкупився від індіанців, а в 1744 році укладено Ланкастерський договір, за яким індіанці продали всю долину Шенандоа колоністам.
У 1748 році долину відвідав Джордж Вашингтон, майбутній перший президент США. Він знаходився в складі експедиції Джорджа Вільяма Ферфакса , яка увійшла в долину через ущелину Ешбі-Геп, зайнялася землемірними роботами біля міста Фредеріка (зараз Вінчестер) і в квітні повернулася назад через Меріленд.
Під час Громадянської війни (1861-1865) долина була місцем розташування табору конфедератів, очолюваних генералом Томасом Джексоном «Кам'яна Стіна», який був родом з цих місць. Тут стався ряд битв, відомих як «Кампанія в долині Шенандоа 1862 року» та «Кампанія в долині Шенандоа 1864 року». Після кількох серйозних поразок, понесених армією Конфедерації в долині в 1862 році, побоюючись поновлення там бойових дій, генерал Армії Півночі Філіп Шерідан 26 вересня 1864 року наказав своїй кавалерії спалити все що може стати в нагоді ворогам: посіви, млини, ферми, худобу і житло.
Долина була коридором, по якому можна було швидко вийти до Вашингтону чи до Ричмонда. Генерал Лі два рази використовував цей коридор — під час Мерілендської кампанії і під час Геттісбергської кампанії. Саме через долину Шенандоа в 1863 році відступала Північновірджінська армія після невдачі під Геттісбергом. У червні 1864 генерал Джубал Ерлі здійснив рейд вниз по долині і вийшов майже до самого Вашингтону.
У 1864—1865 роках північна частина долини стала територією, на якій активно діяли партизани Джона Мосбі. Мосбі контролював майже всю цю територію і частина Вірджинії, яку стали називати «Конфедерація Мосбі».